# Somewhere on a Beach
«Somewhere on a Beach» — песня американского кантри-певца и автора-исполнителя Диркса Бентли, вышедшая 19 января 2016 года в качестве первого сингла с его 8-го студийного альбома Black (2016). Песня достигла позиции № 1 в американском хит-параде Billboard Country Songs. Авторами песни выступили Michael Tyler, Jaron Boyer, Alexander Palmer, Dave Kuncio, Josh Mirenda.

## История
«Somewhere on a Beach» дебютировал на позиции № 26 в кантри-чарте и на позиции № 98 в хит-параде Billboard Hot 100 и достиг позиции № 1 в американском хит-параде кантри-музыки Billboard Hot Country Songs (11-й чарттоппер певца в этом основном хит-параде жанра кантри-музыки), и позиции № 35 Billboard Hot 100.
Тираж сингла достиг 640,000 копий в США к августу 2016 года.
Песня получила положительные отзывы музыкальных критиков: Taste of Country.

## Музыкальное видео
Режиссёром музыкального видео выступил Wes Edwards, а премьера состоялась в феврале 2016.

## Чарты

### Еженедельные чарты
| Чарт (2016)                         | Высшая позиция |
| ----------------------------------- | -------------- |
| Канада (Billboard Canadian Hot 100) | 59             |
| Канада (Billboard Country)          | 1              |
| США (Billboard Hot 100)             | 35             |
| США (Billboard Country Airplay)     | 1              |
| США (Billboard Hot Country Songs)   | 1              |

## Сертификации
| Регион | Сертификация | Продажи   |
| --- | ------------ | --------- |
| Канада (Music Canada) | Платиновый   | 80 000    |
| США (RIAA) | Платиновый   | 1 000 000 |
| * Данные о продажах приведены только на основе сертификации. · ^ Данные о тиражах приведены только на основе сертификации. · Данные о продажах + прослушиваниях приведены только на основе сертификации. |              |           |